# Pohorje (Vogelschutzgebiet)
Das europäische Vogelschutzgebiet Pohorje liegt auf dem Gebiet der Städte Radlje ob Dravi, Ruše, Slovenj Gradec, Slovenske Konjice und Slovenska Bistrica im Norden Sloweniens. Das etwa 169 km² große Gebiet umfasst das Bachergebirge, welches den östlichen Abschluss der slowenischen Alpen bildet. Das Grundgestein ist vorwiegend silikatisch. Das Gebiet liegt größtenteils über 1.000 Metern und ist hauptsächlich mit Nadelwäldern bedeckt.

## Schutzzweck
Folgende Vogelarten sind für das Gebiet gemeldet; Arten, die im Anhang I der Vogelschutzrichtlinie geführt sind, sind mit * gekennzeichnet:
| Bild            | Anhang I | EU Code | Art             | wissenschaftlicher Name |
| --------------- | -------- | ------- | --------------- | ----------------------- |
| Raufußkauz      | *        | A223    | Raufußkauz      | Aegolius funereus       |
| Steinadler      | *        | A091    | Steinadler      | Aquila chrysaetos       |
| Haselhuhn       | *        | A104    | Haselhuhn       | Bonasa bonasia          |
| Schwarzstorch   | *        | A030    | Schwarzstorch   | Ciconia nigra           |
| Schwarzspecht   | *        | A236    | Schwarzspecht   | Dryocopus martius       |
| Sperlingskauz   | *        | A217    | Sperlingskauz   | Glaucidium passerinum   |
| Fitis           |          | A316    | Fitis           | Phylloscopus trochilus  |
| Dreizehenspecht | *        | A241    | Dreizehenspecht | Picoides tridactylus    |
| Waldschnepfe    |          | A155    | Waldschnepfe    | Scolopax rusticola      |
| Birkhuhn        | *        | A409    | Birkhuhn        | Tetrao tetrix tetrix    |
| Auerhuhn        | *        | A108    | Auerhuhn        | Tetrao urogallus        |